# 许鼐
許鼐，江蘇鎮江人，中華民國外交官。
1937年2月20日，由試署中華民國駐仰光領事館領事，調任代理驻西贡领事馆主事，加随习領事街。1940年1月9日，試署駐河內總領事館隨習領事。1946年12月26日，升任駐西貢領事館副領事。1951年10月27日，出任駐金邊領事館領事。1961年12月，出任駐馬達加斯加共和國大使館一等秘書。1963年2月，調任駐查德共和國大使館一等秘書。1964年4月，試用駐查德共和國大使館參事。1965年1月，正式任命為參事。10月，調任駐多哥大使館參事。1968年8月，升任中華民國駐中非共和國大使。1970年6月，免去駐中非大使一職。